# Spica (groupe)
Pour les articles homonymes, voir Spica.
Spica (coréen: 스피카, stylisé SPICA) est un girl group sud-coréen formé sous B2M Entertainment en 2012. Le groupe est composé de Kim Boa, Park Sihyun, Park Narae, Yang Jiwon et Kim Bohyung.

## Membres

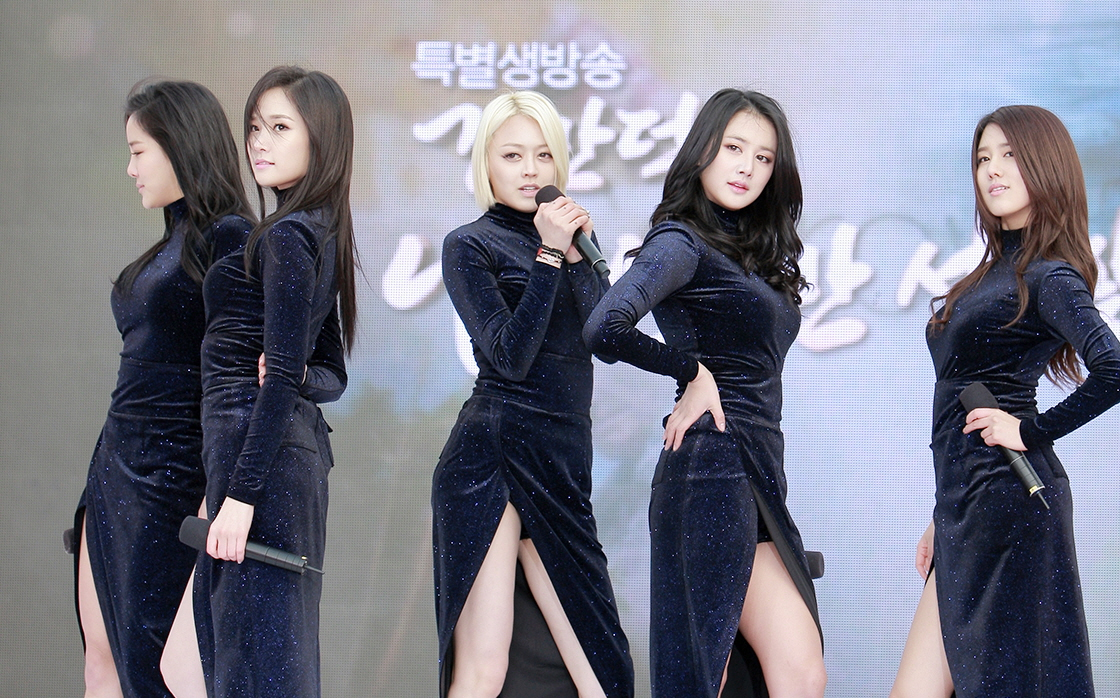

| Nom de scène | Nom de scène | Nom de naissance | Nom de naissance | Date de naissance | Nationalité  | Position                                            |
| Romanisé     | Coréen       | Romanisé         | Coréen           | Date de naissance | Nationalité  | Position                                            |
| ------------ | ------------ | ---------------- | ---------------- | ----------------- | ------------ | --------------------------------------------------- |
| Sihyun       | 시현         | Park Si Hyun     | 박시현           | 29 novembre 1986  | Sud-coréenne | Rappeuse principale, chanteuse, Unnie(la plus âgée) |
| Boa          | 보아         | Kim Bo Ah        | 김보아           | 14 janvier 1987   | Sud-coréenne | Leader, chanteuse principale                        |
| Narae        | 나래         | Park Na Rae      | 박나래           | 23 février 1988   | Sud-coréenne | Chanteuse principale                                |
| Jiwon        | 지원         | Yang Ji Won      | 양지원           | 5 avril 1988      | Sud-coréenne | Danseuse principale, chanteuse, visuel              |
| Bohyung      | 보형         | Kim Bo Hyung     | 김보형           | 31 mars 1989      | Sud-coréenne | Chanteuse principale, Maknae (la plus jeune)        |

## Discographie

### Extended plays
| Titre                                                                                       | Détails | Meilleure position | Ventes               |
| Titre                                                                                       | Détails | COR                | Ventes               |
| ------------------------------------------------------------------------------------------- | --- | ------------------ | -------------------- |
| Russian Roulette                                                                            | - Date de sortie : 8 février 2012 - Réédition (Painkiller) : 29 mars 2012 - Label : B2M Entertainment - Formats : CD, téléchargement numérique | 46 12*             | - COR: Plus de 4 610 |
| Lonely                                                                                      | - Date de sortie : 21 novembre 2012 - Label : B2M Entertainment - Formats : CD, téléchargement numérique                                       | 8                  | - COR: Plus de 2 113 |
| "—" montre qu'aucun classement n'a été atteint ou que ce n'est pas sorti dans cette région. | |                    |                      |

### Singles
| Titre                                                                                       | Année  | Meilleures positions | Meilleures positions | Ventes                 | Album            |
| Titre                                                                                       | Année  | COR                  | Billboard K-Pop      | Ventes                 | Album            |
| Coréen                                                                                      | Coréen | Coréen               | Coréen               | Coréen                 | Coréen           |
| ------------------------------------------------------------------------------------------- | ------ | -------------------- | -------------------- | ---------------------- | ---------------- |
| "Doggedly"                                                                                  | 2012   | 50                   | 57                   | - COR: Plus de 158 545 | Russian Roulette |
| "Russian Roulette"                                                                          | 2012   | 36                   | 39                   | - COR: Plus de 579 298 | Russian Roulette |
| "Painkiller"                                                                                | 2012   | 60                   | 65                   | - COR: Plus de 120 494 | Painkiller       |
| "I'll Be There"                                                                             | 2012   | 45                   | 42                   | - COR: Plus de 308 512 | TBA              |
| "Lonely"                                                                                    | 2012   | 38                   | 50                   | - COR: Plus de 205 268 | Lonely           |
| "Tonight"                                                                                   | 2013   | 10                   | 9                    | - COR: Plus de 376 473 | TBA              |
| "You Don’t Love Me"                                                                         | 2014   | 16                   | 19                   | - COR: Plus de 340 256 | TBA              |
| "Give Your Love" (Sous-groupe : Spica.S)                                                    | 2014   | 92                   | —                    | - COR: Plus de 46 055  | TBA              |
| "Ghost"                                                                                     | 2014   | 59                   | —                    | - COR: Plus de 33 391  | TBA              |
| Anglais                                                                                     |        |                      |                      |                        |                  |
| "I Did It"                                                                                  | 2014   | —                    | —                    | —                      | TBA              |
| "—" montre qu'aucun classement n'a été atteint ou que ce n'est pas sorti dans cette région. |        |                      |                      |                        |                  |

## Récompenses et nominations

### Mnet Asian Music Awards
| Année | Catégorie              | Travail nommé | Résultat   |
| ----- | ---------------------- | ------------- | ---------- |
| 2012  | Best New Female Artist | Spica         | Nomination |